# Neohipparchus variegata
Neohipparchus variegata är en fjärilsart som beskrevs av Butler 1889. Neohipparchus variegata ingår i släktet Neohipparchus och familjen mätare. Inga underarter finns listade i Catalogue of Life.